# بنجامین هاردی
بنیامین کرک هاردی (به انگلیسی: Benjamin Kirk Hardy) (زاده ۲۱ سپتامبر ۱۹۷۴ در سیدنی) بازیکن والیبال اهل استرالیا و کاپیتان سابق تیم ملی والیبال استرالیا بود. بنجامین لژیونر موفق استرالیایی سابقه حضور در تیم های اویوو دورن، اشتوتگارت، ریما کرما، ترنتینو، سمپره، بوسینی، لورتو، بولزانو، روزلار و یزچمبسکی ونگل را در کارنامه خود دارد. هاردی در سال ۲۰۱۱ از والیبال خداحافظی کرد.